# Square Patenne
Le square Patenne est une voie du 20e arrondissement de Paris, en France.

## Situation et accès
Le square Patenne est une voie située dans le 20e arrondissement de Paris. Il débute au 3, rue Frédéric-Loliée et se termine au 66, rue de la Plaine.

## Origine du nom
Elle porte le nom d'Adolphe Patenne (1852-1914), conseiller municipal du quartier et président du Conseil général.

## Historique
Cette voie est ouverte sous sa dénomination actuelle par un arrêté du 14 août 1934 sur l'emplacement de l'ancienne usine à gaz de Saint-Mandé.